# سپرچه (گیاه‌شناسی)
سپرچه در گیاه‌شناسی منظور قسمتی از گیاه جو و برنج است که عملکرد آن بسیار مشابه با عملکرد ساقه پوش‌ها در گیاهان تک لپه (به ویژه علف‌ها) است. وظیفهٔ اصلی سپرچه‌ها جذب مواد غذایی از پرده داخلی هاگ (به انگلیسی: endosperm) و حمل آنها به رویان است بنابراین با توجه به بسیار ریز بودنشان آنها مساحت قابل توجهی برای جذب مواد دارند. همچنین سپرچه‌ها دارای شبکه‌ای از حاملان پروتئینی هستند که نشاسته را از سپرچه به رویان می‌رسانند.